# Giovanni Principe
Giovanni Principe (Portici, 1913 – Napoli, ...) è stato un politico italiano, sindaco di Napoli dal 20 gennaio 1966 al 15 novembre 1970.

## Biografia
Nativo di Portici si laureò in filosofia e in giurisprudenza. Democristiano della corrente dorotea che faceva riferimento ad Antonio Gava. Già consigliere comunale dal '65 al '75,  guidò tre giunte, in rapida successione, che comprendevano assessori democristiani, socialisti, socialdemocratici, ex-laurini monarchici, e persino un comunista. Durante le sue giunte furono varate importanti opere pubbliche come la tangenziale e i piani per il secondo policlinico, Ponticelli, la variante di Capodichino e il centro direzionale. Alle amministrative del 1970 fu nuovamente capolista ma, essendo passato alla corrente Impegno Democratico di Giulio Andreotti ed Emilio Colombo dovette cedere la poltrona di sindaco (che veniva eletto dal Consiglio Comunale) a Gerardo De Michele.